# Augustin Meurmans
Augustin Meurmans (Ottignies, 29 de maio de 1997) é um jogador de hóquei sobre a grama belga, campeão olímpico.

## Carreira
Meurmans integrou a Seleção Belga de Hóquei sobre a grama masculino nos Jogos Olímpicos de Verão de 2020 em Tóquio, quando conquistou a medalha de ouro após derrotar a equipe australiana por 3–2 nas penalidades. Ele também fez parte da seleção que se classificou para a final do Campeonato Europeu de 2017 em Amstelveen.